# Flexblue
Flexblue – koncepcyjna podwodna elektrownia jądrowa o mocy wyjściowej od 50 do 250 MW. Projekt realizowany jest przez DCNS we współpracy z AREVA oraz CEA i EDF. Reaktor Flexblue będzie miał postać około 100-metrowego cylindra o średnicy od 12 do 15 metrów. Łączna masa reaktora wyniesie około 12 000 ton. Podmorskie kable zasilające będą przenosić energię elektryczną z elektrowni Flexblue do wybrzeża i lokalnej sieci dystrybucyjnej, tak jak każda elektrownia konwencjonalna. Reaktor zacumowany zostanie na stabilnym dnie na głębokości od 60 do 100 metrów, w odległości kilku kilometrów od brzegu.
Zbiorniki balastowe zostaną wykorzystane do podnoszenia lub obniżania elektrowni podczas instalacji i konserwacji, dostarczania paliwa lub demontażu. Moduły Flexblue mogą dzięki tym zbiornikom unosić się nad dnem morskim, czyniąc je całkowicie chronionym przed aktywnością sejsmiczną oraz tsunami.